# Gazzirola
Der Gazzirola (besonders in Italien auch Garzirola) ist ein Berg (2116 m ü. M.) in den Comer Voralpen, über den die Staatsgrenze zwischen der Schweiz und Italien verläuft.
Vom imposanten Gipfel des Gazzirola gehen drei Kämme aus, die auch die Gemeindegrenzen von Lugano (Schweiz, im Südwesten), Ponte Capriasca (Schweiz, im Norden) und Cavargna (Italien, im Osten) bilden. An der Südwestseite des Berges entspringt der Fluss Cassarate, der durch das Val Colla fliesst, die Stadt Lugano durchquert und dann in den Luganersee mündet. Der Nordhang fällt steil in Richtung Corte Lagoni ab, wo der südliche Zufluss des Vedeggio entspringt. Die Ostflanke bildet eine Seite des Val Cavargna.
Auf dem Südkamm des Gazzirola befinden sich drei Schutzhütten: die Capanna San Lucio (Schweiz, 1540 m ü. M.) und das Rifugio San Lucio (Italien, 1554 m ü. M.) beim Passo San Lucio (Grenze Schweiz/Italien, 1541 m ü. M.) sowie weiter höher gelegen das Rifugio Gazzirola (Italien, 1974 m ü. M.).